# Manifestations de 2020-2021 au Népal
 (août 2023).
Les manifestations de 2020-2021 au Népal sont un soulèvement national et un mouvement de protestation massif réprimé depuis le 2 décembre 2020 au Népal, après une décision du Premier ministre KP Sharma Oli de discuter et de retirer le gouvernement et de dissoudre le parlement.

## Manifestations
Les manifestations de masse menées par des dizaines de milliers de manifestants ont eu lieu à Katmandou et dans deux autres grandes villes. Le mécontentement croissant contre le gouvernement a été réduit au silence, mais la brutalité policière s'est également intensifiée pendant les grèves, craignant un autre massacre comme celui de Tiakpur. Le 29 décembre, après 6 manifestations, des milliers de personnes sont descendues dans la rue pour exiger la démission du KP Sharma Oli et le rétablissement de la monarchie nationale. Les civils népalais ont protesté pacifiquement dans tout le Népal. Du 8 au 10 janvier 2021, une grève de deux jours a été organisée dans tout le pays pour protester contre le gouvernement. Un rassemblement de masse a eu lieu les 20 et 21 janvier 2021, lorsque des milliers de personnes sont descendues dans la rue pour protester contre la dissolution du parlement. Des affrontements ont eu lieu entre la police et les manifestants.